# Gmina Vukosavlje
Gmina Vukosavlje (serb. Општина Вукосавље / Opština Vukosavlje) – gmina w Bośni i Hercegowinie, w Republice Serbskiej. W 2013 roku liczyła 4363 mieszkańców.